# John D. W. Corley

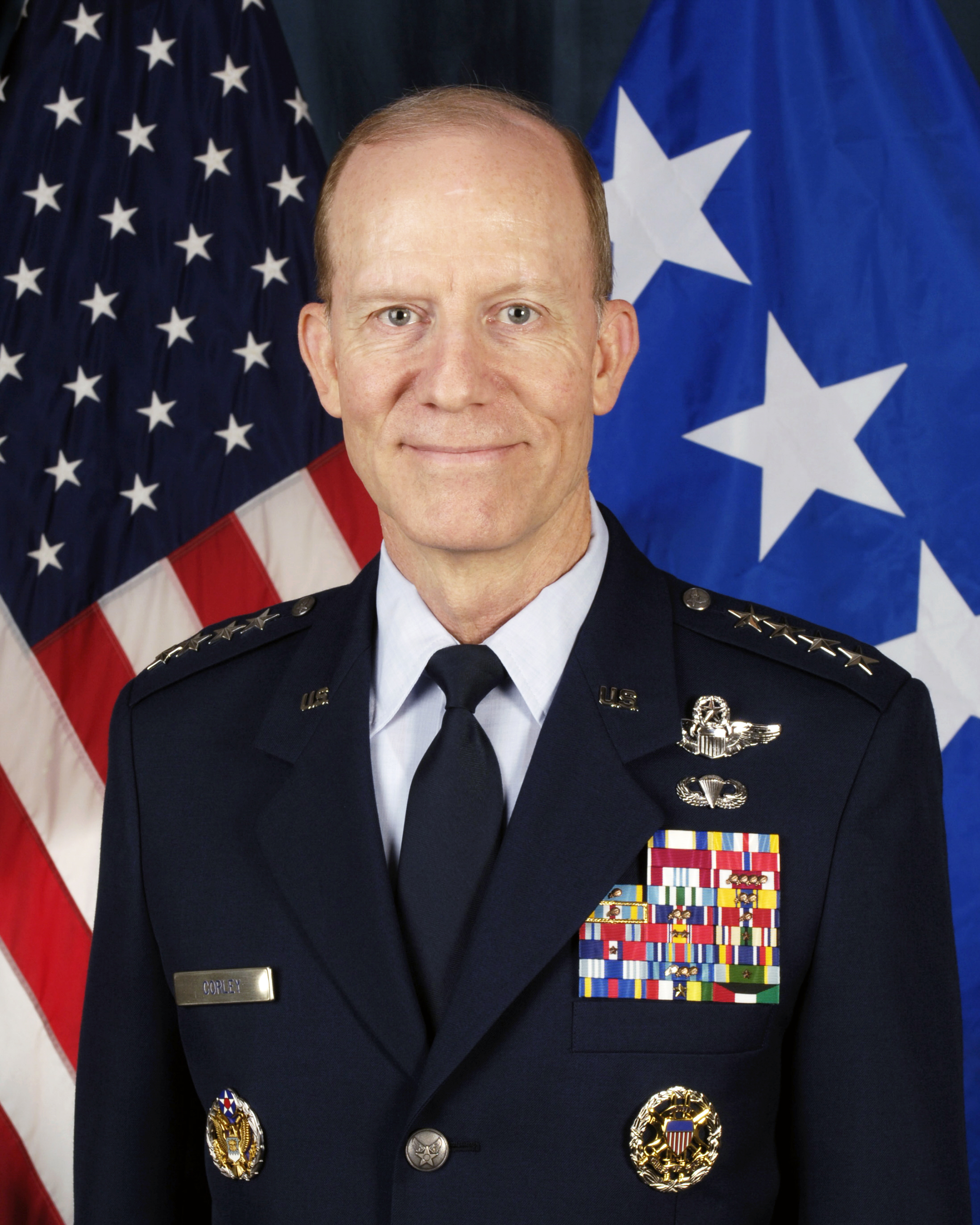
John D. W. Corley

John Donald Wesley Corley (* 11. August 1951 in San Marcos, Texas) ist ein pensionierter General der United States Air Force. Er war unter anderem Kommandeur des Air Combat Commands. Zwischen 2005 und 2007 bekleidete er das Amt des Vice Chief of Staff of the Air Force.

## Leben
Im Jahr 1973 absolvierte John Corley die United States Air Force Academy in Colorado Springs. Nach seiner Graduation wurde er als Leutnant in das Offizierskorps der Air Force aufgenommen. In der Folge durchlief er alle Offiziersgrade vom Leutnant bis zum Vier-Sterne-General.
Im Lauf seiner militärischen Karriere absolvierte er verschiedene Kurse und Schulungen. Dazu gehörten unter anderem eine Ausbildung zum Kampfpiloten und weitere Fortbildungskurse als Pilot neuer Flugzeugtypen, die Squadron Officer School (über einen Fernkurs), das Air Command and Staff College (ebenfalls über einen Fernkurs), das College of Naval Command and Staff und das United States Army War College. Außerdem erhielt er akademische Grade von der University of the Philippines, der Harvard University und der Harvard Kennedy School.
In seinen frühen Jahren als Offizier der Luftwaffe war er an verschiedenen Stützpunkten in den Vereinigten Staaten stationiert. Dabei war er als Pilot, Flugausbilder oder Stabsoffizier bei unterschiedlichen Einheiten tätig. Dazwischen absolvierte er die erwähnten Schulungen. Als Stabsoffizier war er unter anderem im Hauptquartier der Air Force tätig. Zwischen 1982 und 1985 war er als Pilot und Ausbilder auf der Clark Air Base auf den Philippinen stationiert.
Zwischen August 1993 und Juli 1995 war John Corley auf der Eglin Air Force Base in Florida stationiert. Dort war er zunächst stellvertretender und dann regulärer Kommandeur der 33rd Operations Group. Danach gehörte er bis Juni 1997 der Stabsabteilung J5 der Joint Chiefs of Staff in Washington, D.C. an. Es folgte eine Versetzung zur Davis-Monthan Air Force Base in Arizona, wo er zwischen Juni 1997 und Mai 1999 das 355. Geschwader (355th Wing) kommandierte. Daran schloss sich eine Versetzung zur Ramstein Air Base in Deutschland an. Dort gehörte er zwischen Juni 1999 und September 2000 als Leiter der Abteilung für Studien und Analysen (Director of Studies and Analysis) dem Stab der United States Air Forces in Europe an.
Nach seiner Rückkehr in die Vereinigten Staaten wurde er zum Hauptquartier der Air Force versetzt. Zwischen September 2000 und September 2007 gehöre er in unterschiedlichen Funktionen dem Stab dieses Hauptquartiers an. Zuletzt bekleidete er zwischen September 2005 und September 2007 das Amt des Vice Chief of Staff of the Air Force. Er war der 32. Inhaber dieser Funktion.
Am 2. Oktober 2007 wurde John Corley auf der Langley Air Force Base in Virginia als Nachfolger von Ronald Keys Kommandeur des Air Combat Command. Gleichzeitig kommandierte er die Luftwaffenkomponente des United States Joint Forces Commands. Diese Ämter bekleidete er bis zum 10. September 2009, als William M. Fraser seine Nachfolge antrat. Gleichzeitig schied er aus dem aktiven Militärdienst aus.
Während seiner aktiven Zeit als Militärpilot absolvierte John Corley über 3100 Flugstunden auf verschiedenen Flugzeugtypen.

## Daten der Beförderungen
| Abzeichen | Rang               | Jahr              |
| --------- | ------------------ | ----------------- |
|           | Second Lieutenant  | 6. Juni 1973      |
|           | First Lieutenant   | 6. Juni 1975      |
|           | Captain            | 6. Juni 1977      |
|           | Major              | 1. November 1984  |
|           | Lieutenant Colonel | 1. September 1989 |
|           | Colonel            | 1. Februar 1994   |
|           | Brigadier General  | 1. August 1999    |
|           | Major General      | 1. April 2002     |
|           | Lieutenant General | 1. Mai 2003       |
|           | General            | 1. November 2005  |

## Orden und Auszeichnungen
John Corley erhielt im Lauf seiner militärischen Laufbahn unter anderem folgende Auszeichnungen:
- Air Force Distinguished Service Medal
- Defense Superior Service Medal
- Legion of Merit
- Bronze Star Medal
- Defense Meritorious Service Medal
- Meritorious Service Medal
- Aerial Achievement Medal
- Joint Service Commendation Medal
- Air Force Commendation Medal
- Joint Meritorious Unit Award
- Air Force Outstanding Unit Award
- Air Force Organizational Excellence Award
- Combat Readiness Medal
- National Defense Service Medal
- Southwest Asia Service Medal
- Kosovo Campaign Medal
- Global War on Terrorism Expeditionary Medal
- Global War on Terrorism Service Medal
- Air Force Longevity Service Award
- Inter-American Defense Board Medal
- Kuwait Liberation Medal (Kuwait)

Außerdem erhielt er zahlreiche Ordensbänder (Ribbons).